# Ганино (Шадрінський район)
Га́нино (рос. Ганино) — село у складі Шадрінського району Курганської області, Росія. Адміністративний центр Ганинської сільської ради.
Населення — 171 особа (2010, 227 у 2002).
Національний склад станом на 2002 рік: росіяни — 97 %.